# The Local Band
The Local Band é um supergrupo finlandês de hard rock formado em 2013. A banda começou quando Alexi Laiho, do Children of Bodom, e Jussi 69, do The 69 Eyes, manifestaram interesse em tocar algumas de suas músicas favoritas juntos. Jussi 69 então pediu ao líder do Reckless Love, vocalista Olli Herman para se juntar, e a formação inicial foi completada pelo Archie Cruz do Santa Cruz. Apelidado de "The Local Band", o grupo fez seu primeiro show em 27 de dezembro de 2013 no Tavastia Club em Helsinque, Finlândia, no qual estava esgotado. A banda então tocou no festival Ruisrock em Turku, Finlândia, em julho de 2014. O grupo inicialmente pretendia tocar apenas uma vez por ano.
Em agosto de 2015, a The Local Band se apresentou mais uma vez no Tavastia Club, após o qual tocaram pela primeira vez no Japão no Loud Park Festival em outubro. Em dezembro de 2015, o grupo lançou um EP de sete músicas cover, Locals Only - Dark Edition. O lançamento alcançou o número 20 na parada de álbuns da Finlândia, com a faixa "Sunglasses at Night" também sendo lançada como single. Em agosto de 2016, The Local Band tocou no Nosturi em Helsinque, seguida pelo WaterXfest em Jyväskylä em setembro.
Em março de 2018, a banda embarcou em uma turnê finlandesa de três datas, durante a qual Samy Elbanna, do Lost Society, entrou substituindo Archie Cruz. Em junho de 2018, o The Local Band saiu em turnê pelo Japão e abriu para o Hollywood Vampires em Helsinque. Posteriormente, o grupo anunciou que Elbanna havia oficialmete substituído Cruz na banda.

## Integrantes

### Atual formação
- Jussi 69 – bateria (2013–presente)
- Olli Herman – vocais (2013–presente)
- Samy Elbanna – baixo, vocais (2018–presente)

### Ex-Integrantes
- Archie Cruz –  baixo, vocais (2013–2018)
- Alexi Laiho – guitarra, vocais (2013–2020; falecido em 29 de dezembro de 2020)

## Discografia

### Álbuns de estúdio
- Locals Only - Dark Edition (2016)